# Ordinul Pro Merito Melitensi

Crucea pro Merito Melitensi

Ordinul pro Merito Melitensi, stabilit în 1920, este o distincție al Ordinului Suveran Militar de Malta.
Acest ordin de merit oferă recunoaștere pentru bărbați și femei care aduc onoare și prestigiu al Ordinului de Malta, indiferent dacă sunt sau nu membri ai Bisericii de la Roma.
Pro Merito Melitensi se acordă prin decret al Consiliului Suveran motu proprio al Marelui Maestru.